# Fremont (pel·lícula)
Fremont és una pel·lícula dramàtica estatunidenca del 2023 dirigida per Babak Jalali i coescrita per Carolina Cavalli. Es va estrenar al Festival de Cinema de Sundance, concretament a la secció NEXT, el 20 de gener de 2023, i es va projectar al Festival de Cinema South by Southwest de 2023. S'ha doblat i subtitulat al català.